# Перша облога Месолонгіона

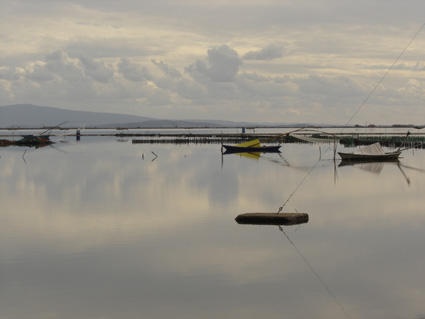
Лагуна Месолонгіона

Перша облога Месолонгіона — облога османськими силами у жовтні-грудні 1822 року, на початковому етапі Визвольної війни Греції (1821—1829), стратегічно важливого містечка Месолонгіон.

## Месолонгіон
Містечко Месолонгіон розташовано на заході Середньої Греції, поблизу з гирлом річки Ахелоос, яка під час впадання до Іонічного моря утворює напівпрісноводну мілку лагуну. Греки називають її лімно-таласса, тобто озеро-море. В самій лагуні розташовано рибальське містечко Етоліко.
В Греції десятки потужних фортець і міст-фортець, але саме цьому містечку з його низькою стінкою-огорожею, яку самі захисники жартома називали «коров'ячим загоном», судилось за часів Визвольної війни затьмарити славу всіх решти фортець.

## Передісторія
Грецька революція спалахнула у березні 1821 року. 20 травня грецький флот під командуванням Андреаса-Вокоса встав за острівцями, що відокремлюють лагуну від моря. З появою флоту Месолонгіон та Етоліко повстали наступного дня, 21 травня.
20 липня до Греції, и саме до Месолонгіона, прибув грецький політик Александрос Маврокордатос. Він зробив місто центром своєї політичної діяльності. З 4 до 9 листопада там відбулись збори Західної Середньої Греції.
Упродовж всього 1821 року султанські війська у провінції Епір, на північному заході Греції, були зайняті облогою міста Яніна, де оборонявся сепаратист Алі-паша Тепеленський. Покінчивши з Алі-пашею, турки перейшли до військових дій проти суліотів, які до того часу повернулись до своїх гір. Революційна Греція вирішила допомогти суліотам.
11 травня 1822 року Грецький парламент надав Маврокордатосу, окрім політичної влади, ще й титул головнокомандувача силами Західної Середньої Греції, задовольнивши тим самим амбіції Маврокордатоса, який і у військовій справі жадав випередити свого політичного опонента — Іпсиланті. Поход до Епіра під командуванням Маврокордатоса, завершився розгромом повстанців 4 липня 1822 року (Битва при Пета).
Втративши усілякі надії на допомогу, оточені суліоти підписали 28 липня в англійському консульстві міста Превеза умови здачі Сули й залишили свої гори 2 вересня. Розгром і політичні інтриги Маврокордатоса призвели до того, що багато місцевих воєначальників Епіра та Західної Середньої Греції почали укладати сепаратні оборудки, визнаючи владу султана, а дехто навіть перейшов до співробітництва з турками. Не було більше жодних перепон для турків у їхньому просуванні на південь, до Месолонгіона.
Тим часом суліот Маркос Боцаріс і Георгіос Кіцос спробували зупинити просування турків поблизу Кефаловрісо, але зазнали поразки. Повстанці розбіглись. Боцаріс і Кіцос, лишень із 35 бійцями, увійшли до Месолонгіона.

Прапор Боцаріса

## Початок облоги

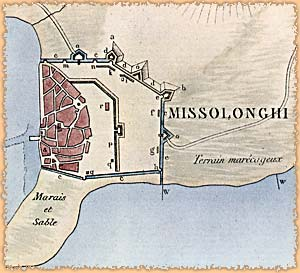
Фортифікації Месолонгіона

Турки підійшли до міста 25 жовтня. Кютах'я Решид-Мехмед-паша, найкращий з воєначальників, яких мала тоді Османська імперія, вважав що місто слід брати з ходу. На щастя для греків його пропозицію було відкинуто. Останнє слово було за Омер-вріоні. Не маючи інформації про грецькі сили в місті, але маючи при собі багатьох грецьких воєначальників, він вважав жителі також здадуться без бою. Омер-вріоні розпочав перемовини.
8 листопада 7 кораблів острова Ідра під командуванням Панайотаса підійшли до Месолонгіона. Маленька турецька флотилія, що блокувала Месолонгіон з моря, терміново знялась. Один турецький корабель мав ушкодження, проте встиг сховатись на острові Ітака, що на той час перебував під британським контролем.
Після цього 4 судна з Ідри переправили з протилежного берега півострова Пелопоннес 1300 бійців під командуванням Мавроміхалі. Після прибуття підкріплень Боцаріс, який проводив перемовини з турками «зняв свою маску», кажучи: «хочете нашу землю — йдіть брати її».

## Каламос
Багато жителів регіону, рятуючись від турків, по мірі їх просування на південь, переправились на практично безлюдний острів Каламос, що перебував тоді, як і всі Іонічні острови, під британським контролем. Проте британський губернатор Метланд зажадав від біженців, щоб вони негайно залишили «британську територію», чим виявив несподівану послугу повстанцям. Біженцям не залишалось нічого іншого, як залишити Каламос і переховуватись в очереті річки Ахелоос та затоки Амвракікос. Озброївшись абичим для самооборони, вони почали партизанську війну в тилу турків.

## Битва
Вранці 25 грудня за гарматним пострілом 800 албанців, які переховувались в очереті, несучи з собою драбини, почали підійматись на стену, не сподіваючись зустріти опір. Щільний вогонь став несподіванкою для албанців. Вони відступили, але одразу ж здійснили ще одну атаку. То був уже не бій, а різня: албанці залишили під стіною 500 осіб убитими, натомість греки втратили тільки 4. Після тієї грецької перемоги 3 грецьких воєначальники з турецького табору залишили турків і приєднались до обложених.
Зазнавши поразки під стінами міста, маючи партизанів у тилу, отримавши інформацію про те, що Одисей Андруцос, перемігши турків на сході Середньої Греції, прямує до Месолонгіона, а також враховуючи зимову погоду, турки ухвалили рішення негайно зняти облогу й повертатись до Епіра.

## Наслідки
Месолонгіон залишився в руках у греків. Турки спробували взяти його за рік (друга облога). Проте місто здалось тільки після героїчної річної оборони та прориву у квітні 1826 року (третя облога).